# Johan Adriaan Heuff (1776-1828)
Johan Adriaan Heuff (Kerk-Avezaath, 12 januari 1776 - aldaar, 3 december 1828) was een Nederlands lokaal bestuurder.

## Biografie
Heuff was landeigenaar en kastelein te Kerk-Avezaath en vervulde daar verder de functies van kerkmeester, diaken, commissaris huwelijkszaken en buurmeester. Hij was van 1811 tot 1813 lid van de municipale raad van Zoelen, van 1818 tot 1823 assessor, van 1823 tot 1825 schout en van 1823 tot 1828 burgemeester, secretaris en ambtenaar van de Burgerlijke Stand van Zoelen. In 1826 en 1827 was hij hoofdingeland van de polder Neder-Betuwe.
Na zijn dood werd hij als burgemeester van Zoelen opgevolgd door Matthias Johannes Versteegh, wiens dochter Dirkje Maria Anna Versteegh was getrouwd met zijn zoon Antonie Heuff J. Az. Antonie en Dirkje waren de ouders van de auteur Johan Adriaan Heuff Az. Naast Antonie hadden Heuff en zijn vrouw Maria Hendrika van Malsen (1781-1860) nog twaalf kinderen. Hun zoon Jan Heuff was de vader van Jan Dirk Heuff, die in 1912 waarnemend burgemeester van Zoelen zou zijn. Hun dochter Maria Heuff trouwde met Albertus Verbrugh Az., burgemeester van Lienden, en hun dochter Maria Hendrika Heuff met Albertus Verbrugh Rijksz., burgemeester van Maurik.